# Joaquín Clausell
 (octobre 2021).
Si vous disposez d'ouvrages ou d'articles de référence ou si vous connaissez des sites web de qualité traitant du thème abordé ici, merci de compléter l'article en donnant les références utiles à sa vérifiabilité et en les liant à la section « Notes et références ».
Joaquín Clausell est un peintre mexicain (16 juin 1866 / 28 novembre 1935). Dans ses œuvres, la sensibilité, l'intuition, l'amour exalté et la compréhension profonde de la nature mexicaine se démarquent. Il s'est penché sur le thème du paysage dans le style impressionniste.

## Biographie

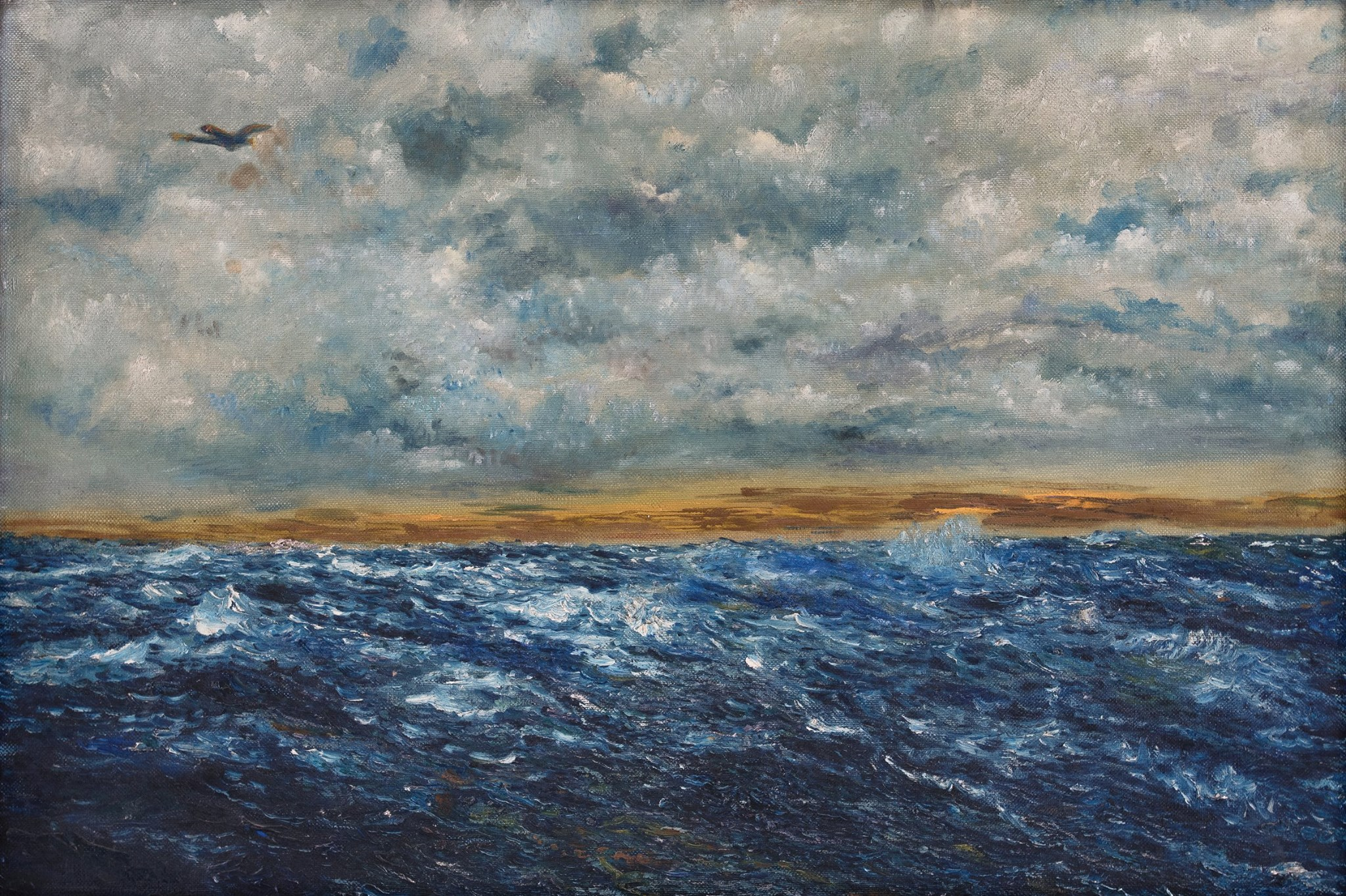
Marina.

Joaquín Clausell est né à Campeche en 1866. Après des études de droit, il devient journaliste. Ses critiques envers le régime du président Porfirio Diaz lui valent quelques séjours en prison.
Il quitte le Mexique pour New York, puis Paris où il rencontre Émile Zola ainsi que certains peintres impressionnistes, dont Claude Monet. 
Les plus grandes influences de Joaquín Clausell ont été Diego Rivera, José Clemente Orozco et Gerardo Murillo. De ses incursions dans l'univers artistique parisien de la fin du XIXe siècle, il restera profondément marqué par les toiles réalistes de Gustave Courbet. Il en rapportera une réflexion picturale extrêmement puissante.
De retour à sa terre natale, il se consacre exclusivement à la peinture, employant des textures épaisses dont les tonalités lumineuses se conjuguent aux partis pris plastiques les plus audacieux.
En compagnie de son inséparable ami et peintre Dr. Atl (Gerardo Murillo), ils parcourent la campagne mexicaine pour en dépeindre les différents aspects, atteignant parfois un symbolisme subtil.
Il est considéré comme l'introducteur de l'impressionnisme au Mexique. La plupart de ses travaux sont réalisés à l'huile, bien qu’il y ait quelques aquarelles, avec des œuvres réalisées sur toile, bois et carton. Ses schémas de couleurs montrent l'influence des pastels avec des peintures appliquées principalement au pinceau avec une certaine utilisation de la spatule. La plupart de son œuvre est solidement impressionniste, avec son admiration ouverte pour le travail de Van Gogh, Renoir, Cézanne et Monet. Son travail montre l'influence de tout cela avec celui de Camille Pissarro et Alfred Sisley. Alors que son travail sur toile reste fidèle aux origines de l'impressionnisme, il y a eu quelques expérimentations dans la coloration des nuages, du ciel, des rivières et de la mer, les rendant plus forts que dans la nature.
Ses œuvres sont conservées dans les principaux musées mexicains et européens.